# Campeaux (Calvados)
Pour les articles homonymes, voir Campeaux.
Campeaux est une ancienne commune française, située dans le département du Calvados en région Normandie, devenue le 1er janvier 2016 une commune déléguée au sein de la commune nouvelle de Souleuvre en Bocage.
Elle est peuplée de 633 habitants (les Campelais).

## Géographie
La commune est située au nord du Bocage virois. Son bourg est à 8,5 km à l'ouest du Bény-Bocage, à 11 km au sud de Torigni-sur-Vire et à 14 km au nord de Vire.
Le territoire et son bourg sont traversés du sud au nord par la route départementale 674 (ancienne route nationale 174) de Vire à Carentan. La sortie 40 de l'autoroute A84 est à 4 km au nord du bourg.
Campeaux est dans le bassin de la Vire qui délimite le territoire au sud, en y empruntant une vallée étroite (les gorges de la Vire). Elle y est rejointe au sud-est par la Souleuvre. Trois autres affluents du fleuve côtier parcourent le territoire communal dont le ruisseau du Moulin.
Le point culminant (252 m) se situe au nord, au lieu-dit le Val des Mares. Le point le plus bas (64 m) correspond à la sortie de la Vire du territoire, au sud-ouest. La commune est bocagère.
Le climat est océanique, comme dans tout l'Ouest de la France. La station météorologique la plus proche est Caen-Carpiquet, à 44 km, mais Granville-Pointe du Roc est à moins de 50 km également. Le Bocage virois s'en différencie toutefois pour la pluviométrie annuelle qui, à Campeaux, avoisine les 950 mm.
Les principaux lieux-dits sont, du nord-ouest à l'ouest, dans le sens horaire : la Noë, le Hamel Tellier, la Montagne, le Mont Olivier, la Mincerie, le Val des Mares, la Blannotière, la Fosse, le Bourg, le Houx, le Hutrel, le Colombier, le Parc, la Bénardière (au nord), l'Étie, les Champs Malherbe, les Bessardières, les Héberdières (à l'est), Bertrais, le Moulin l'Évêque, l'Auberdière, la Forge, les Vallettes, le Hamel Vincent, le Hamel Gournay, le Vivier, le Costil, Courbe Fosse (au sud), le Moulin de Campeaux, la Huberdière, la Pallière, le Champ, le Val Geoffroy, la Fermière, la Ménardière, la Bastille, la Grennetière (à l'ouest), le Fief du Moulin, le Champ Touillon et la Féerie.
| Bures-les-Monts (comm. nouv. de Souleuvre en Bocage)  | Mont-Bertrand (comm. nouv. de Souleuvre en Bocage)        | La Ferrière-Harang (comm. nouv. de Souleuvre en Bocage)                                                  |
| Malloué (comm. nouv. de Souleuvre en Bocage)          | Campeaux (comm. nouv. de Souleuvre en Bocage)             | La Ferrière-Harang (comm. nouv. de Souleuvre en Bocage)                                                  |
| Saint-Martin-Don (comm. nouv. de Souleuvre en Bocage) | Sainte-Marie-Laumont (comm. nouv. de Souleuvre en Bocage) | Carville (comm. nouv. de Souleuvre en Bocage), Sainte-Marie-Laumont (comm. nouv. de Souleuvre en Bocage) |

## Toponymie
Le toponyme est attesté sous les formes Campels en 1146 et Campelli en 1275. Il est issu du latin campellus, diminutif de campus, « champ », « terrain ». Il est à rapprocher des Champeaux du sud de la ligne Joret.

## Politique et administration
| Période                                  | Période    | Identité          | Étiquette | Qualité           |
| ---------------------------------------- | ---------- | ----------------- | --------- | ----------------- |
| avant 1981                               | ?          | Julien Régnier    |           |                   |
| 1995                                     | avril 2014 | Gilles Lemarchand | SE        | Chef d'entreprise |
| avril 2014                               | En cours   | Francis Hermon    | SE        | Retraité          |
| Les données manquantes sont à compléter. |            |                   |           |                   |

Le conseil municipal est composé de quinze membres dont le maire et trois adjoints.

## Démographie
En 2022, la commune comptait 633 habitants. Depuis 2004, les enquêtes de recensement dans les communes de moins de 10 000 habitants ont lieu tous les cinq ans (en 2006, 2011, 2016, etc. pour Campeaux) et les chiffres de population municipale légale des autres années sont des estimations.
Campeaux a compté jusqu'à 921 habitants en 1841.
| 1793 | 1800 | 1806 | 1821 | 1831 | 1836 | 1841 | 1846 | 1851 |
| ---- | ---- | ---- | ---- | ---- | ---- | ---- | ---- | ---- |
| 857  | 641  | 851  | 786  | 827  | 910  | 921  | 855  | 891  |

| 1856 | 1861 | 1866 | 1872 | 1876 | 1881 | 1886 | 1891 | 1896 |
| ---- | ---- | ---- | ---- | ---- | ---- | ---- | ---- | ---- |
| 842  | 876  | 895  | 820  | 810  | 776  | 724  | 717  | 679  |

| 1901 | 1906 | 1911 | 1921 | 1926 | 1931 | 1936 | 1946 | 1954 |
| ---- | ---- | ---- | ---- | ---- | ---- | ---- | ---- | ---- |
| 694  | 643  | 670  | 603  | 635  | 635  | 672  | 703  | 637  |

| 1962 | 1968 | 1975 | 1982 | 1990 | 1999 | 2006 | 2011 | 2016 |
| ---- | ---- | ---- | ---- | ---- | ---- | ---- | ---- | ---- |
| 576  | 556  | 483  | 456  | 506  | 501  | 512  | 570  | 580  |

| 2019 | - | - | - | - | - | - | - | - |
| ---- | - | - | - | - | - | - | - | - |
| 593  | - | - | - | - | - | - | - | - |

## Lieux et monuments
- Église Saint-Martin du XVIIIe siècle.
- Site des gorges de la Vire, au sud du territoire communal.

## Activité et manifestations

### Sports
L'Amicale sportive de Campeaux fait évoluer une équipe de football en division de district.

## Personnalités liées à la commune
- Gilbert de Lacy et Hugues de Lacy (XIIe siècle), seigneurs de Campeaux.
- Brigitte Le Brethon (née à Campeaux en 1951), maire de Caen de mars 2001 à mars 2008 et député du Calvados de juin 2002 à juin 2007.